# Naufragio del Moby Prince
El desastre del Moby Prince fue un gran accidente marítimo que resultó en 140 muertes. Ocurrió en la tarde del miércoles 10 de abril de 1991, en el puerto de Livorno, Italia. Es el peor desastre en la marina mercante italiana desde la Segunda Guerra Mundial. También se considera uno de los dos peores desastres ambientales en la historia de Italia, junto con la explosión y pérdida del petrolero Amoco Milford Haven al día siguiente en un accidente no relacionado cerca de Voltri.
El MV Moby Prince, un ferry propiedad de Navigazione Arcipelago Maddalenino (NAVARMA) Lines chocó contra el petrolero Agip Abruzzo, provocando un extenso incendio que devastó el barco. El único superviviente de la tripulación y los pasajeros del transbordador fue un joven grumete, Alessio Bertrand, nacido en Nápoles. Los otros 140 a bordo murieron por el fuego o los gases tóxicos.
El 28 de mayo de 1998, el casco del barco se hundió mientras estaba incautado en un muelle en el puerto de Leghorn; más tarde fue reflotado y enviado para ser desguazado en Turquía.